# Rejon tałałajiwski
Rejon tałałajiwski – jednostka administracyjna wchodząca w skład obwodu czernihowskiego Ukrainy.
Rejon utworzony w 1933, ma powierzchnię 633 km² i liczy około 17 tysięcy mieszkańców. Siedzibą władz rejonu jest Tałałajiwka.
Na terenie rejonu znajdują się 1 osiedlowa rada i 13 silskich rad, obejmujących w sumie 42 wsie i 2 osady.